# Celastrina anteatrata
Celastrina anteatrata är en fjärilsart som beskrevs av Mezger 1934. Celastrina anteatrata ingår i släktet Celastrina och familjen juvelvingar. Inga underarter finns listade i Catalogue of Life.